# Linung Bale
Linung Bale is een bestuurslaag in het regentschap Bener Meriah van de provincie Atjeh, Indonesië. Linung Bale telt 221 inwoners (volkstelling 2010).